# Veronika Bortelová
Veronika Bortelová, née le 11 juin 1978 à Prague, est une joueuse tchèque de basket-ball évoluant au poste de meneuse.

## Carrière

### Carrière en club
Elle évolue notamment au Dunav Ruse de 2008 à 2009.

### Carrière internationale
Elle est internationale tchèque depuis 2001 à 2015.
Elle est neuvième du Championnat d'Europe de basket-ball féminin 2001, finaliste du Championnat du monde de basket-ball féminin 2010, quatrième du Championnat d'Europe de basket-ball féminin 2011, sixième du Championnat d'Europe de basket-ball féminin 2013 et onzième du Championnat d'Europe de basket-ball féminin 2015.